# Рагинперт
Рагинперт (Raginpert; † 701) е херцог на Торино и крал на лангобардите през 701 г.

## Живот
Син е на лангобардския крал Годеперт и внук на Ариперт I. Произлиза от баварската династия Агилолфинги и има претенции за трона.
Осем месеца след смъртта на крал Кунинкперт (700 г.) Рагинперт се бунтува против неговия малолетен син крал Лиутперт. При Новара побеждава водените от по-късно възцарилият се регент Анспранд и херцог Ротари на Бергамо кралски войски и се провъзглася сам за крал, умира обаче още същата година. Наследява го неговият син Ариперт II.

## Деца
- Гумперт, граф на Орлеанс, бяга във франкското кралство.
- Ариперт II († 712)